# Cueva de Doña Clotilde

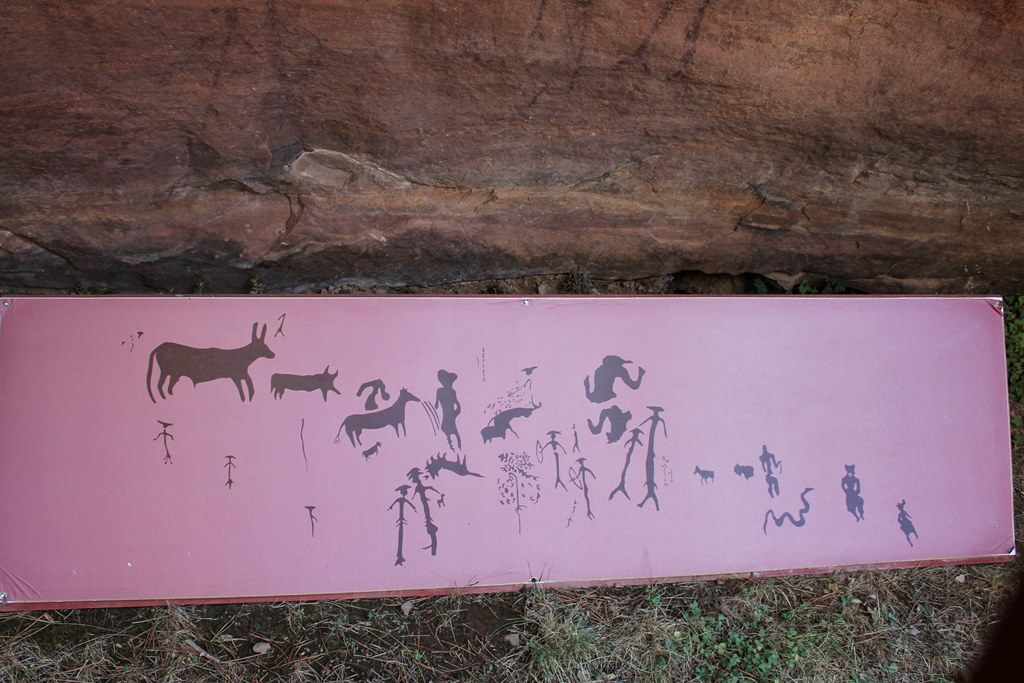
Croquís de la cueva

La cueva de Doña Clotilde es una  cueva natural situada en el paisaje protegido de los Pinares de Rodeno, dentro del término municipal de Albarracín, en la provincia de Teruel (Aragón, España). Es uno de los 758 yacimientos de arte rupestre, que fueron añadidos en 1998 al Patrimonio de la Humanidad como parte del sitio Arte rupestre del arco mediterráneo de la península ibérica (ref. 874.612).
El abrigo está incluido dentro de la relación de cuevas y abrigos con manifestaciones de arte rupestre considerados Bienes de Interés Cultural en virtud de lo dispuesto en la disposición adicional segunda de la Ley 3/1999, de 10 de marzo, del Patrimonio Cultural Aragonés. Este listado fue publicado en el Boletín Oficial de Aragón del día 27 de marzo de 2002.

## Ubicación
La cueva se ubica dentro del paraje de los Pinares de Rodeno, a 7 km de Albarracín, en una zona de pinares con numerosos afloramientos rocosos que permiten la existencia de numerosos abrigos y cavidades. El sitio es fácilmente accesible desde Albarracín por la carretera local que atraviesa los Pinares de Rodeno hacia Bezas. Existe un punto de información en la zona de estacionamiento de vehículos situada en el centro del paisaje protegido, lugar de inicio más habitual de los senderos señalizados que permiten llegar fácilmente a la cueva y a otros yacimientos con pinturas rupestres situados en las inmediaciones. 
La cueva se encuentra cerca del llamado sendero del Arrastradero que parte del aparcamiento y permite, en un recorrido circular de 2.5 km, visitar además de la cueva de Doña Clotilde, el abrigo del Medio Caballo, la Cocinilla del Obispo, el abrigo de los Ciervos, el abrigo de las Figuras Diversas, el abrigo de los Dos Caballos y el abrigo del Arquero de los Callejones Cerrados.

## Descripción
En 1949 Martín Almagro Basch da a conocer la cueva de Doña Clotilde. Las pinturas aparecen en un covacho abrigado, 2,10 m de alto por 5,30 m de largo, fruto de la erosión ejercida sobre uno de tantos bloques de areniscas triásicos existentes en esta zona. El friso pintado ocupa una zona alargada horizontalmente, casi toda en su mitad inferior al ras del suelo del covacho.
Se han catalogado unas 40 figuras en distintas tonalidades de rojo, en concreto 15 cuadrúpedos indeterminados y 19 representaciones antropomorfas desde figuras del arte levantino hasta esquematizadas y filiformes. Además aparecen representaciones serpentiformes, arbóreas y geométricas, estas últimas muy a menudo ancoriformes.